# Dunocyathus
Genre
Dunocyathus est un genre de coraux durs de la famille des Turbinoliidae.

## Liste d'espèces
Selon World Register of Marine Species (24 janvier 2019) :
- Dunocyathus parasiticus Tenison-Woods, 1878
- Dunocyathus wallaceae Cairns, 2004